# Ragıp Zarakolu
Ragıp Zarakolu (* 1948 in Büyükada, Prinzeninseln) ist ein türkischer Verleger und Menschenrechtler, der vor allem aufgrund der von ihm verlegten Bücher zu Minderheiten und Menschenrechten angeklagt und zum Teil auch verurteilt wurde.

## Leben
Ragıp Zarakolu wurde 1948 auf Büyükada, einer Insel bei Istanbul, geboren, wo sein Vater Remzi Zarakolu Landrat (für alle Prinzeninseln) war. Er absolvierte das Gymnasium in Kabataş (Istanbul) und studierte Wirtschaft an der Universität Istanbul. Seine Promotion wurde durch den Militärputsch in der Türkei 1971 und die Ermordung seines Professors Cavit Orhan Tütengil im Jahre 1979 zwei Mal unterbrochen.
1968 begann Ragıp Zarakolu für die Zeitschriften Ant und Yeni Ufuklar zu schreiben. Er übersetzte einen Bericht von Amnesty International zu Folter in Griechenland und sammelte Informationen für die Organisation. Er wurde deswegen nach dem Putsch 1971 angeklagt und freigesprochen, war aber fünf Monate in Haft. Im Jahre 1988 hat er das zentrale Dokument von Amnesty International zur Türkeikampagne übersetzt und in seinem Verlag Belge publiziert. Wegen eines Artikels in Ant mit dem Titel „Ho Chi Minh und der Vietnamkrieg“ wurde er nach 1972 zu zwei Jahren Haft verurteilt und kam nach der Amnestie von 1974 wieder auf freien Fuß.
1977 gründete Ragıp Zarakolu mit seiner Frau Ayşenur den Verlag „Belge“ (deutsch: Urkunde). 1979 gründete er mit 36 Intellektuellen die Tageszeitung Demokrat und war deswegen 1982 für kurze Zeit inhaftiert. Zwischen 1971 und 1991 war es ihm nicht erlaubt, das Land zu verlassen. Nach dem Militärputsch in der Türkei 1980 veröffentlichte Belge 35 Bücher von politischen Gefangenen. Bis 2005 hatte der Verlag 30 Bücher aus der griechischen Literatur, 10 Bücher zu Armeniern und fünf Bücher zu Juden publiziert. Im Jahre 1986 gehörte er zu den Gründern des Menschenrechtsvereins der Türkei (IHD). Ragıp Zarakolu war eine Zeit lang Vorsitzender des Komitees inhaftierter Schriftsteller im türkischen PEN und ist derzeit Vorsitzender des Komitees zur Publikationsfreiheit in der Internationalen Verleger-Union.
Zarakolu lebt inzwischen im schwedischen Exil. Von der Türkei wird im Sommer 2022 im Gegenzug für ihre Zustimmung zum NATO-Beitritt Schwedens u. a. auch die Auslieferung Zarakolus gefordert.

## Gerichtsverfahren
Zu der Vielzahl von Anklagen, Gerichtsverfahren und Urteilen gegen Ragıp Zarakolu gehören:
- Anklage am 15. Juli 2002 unter Artikel 312 des Türkischen Strafgesetzes wegen des Buches Neue rassistische Angriffe in der Türkei.[8]
- Im Dezember 2003 wurde Ragip Zarakolu, der als Übersetzer des Buches Der 12. September vor Gericht angeklagt war, freigesprochen, nachdem auch der Staatsanwalt Freispruch gefordert hatte.[9]
- Anklage am 3. Dezember 2003 wegen eines Artikels als Kolumnist in der Zeitung Özgür Politika vom 8. März 2003 mit dem Titel „Was geht dich das an“. Am 10. September 2004 wurden der Besitzer und der Chefredakteur der Zeitung zu Geldstrafen verurteilt. Das Verfahren gegen Zarakolu wurde abgetrennt und war bis zur Verhandlung am 11. Oktober 2005 nicht entschieden worden.[8]
- Gegen Ragip Zarakolu wurde im August 2005 Anklage wegen der Übersetzung des Buches Erlebnisse eines armenischen Doktors – Das Izmir-Tagebuch von Garabet Haceryan von Prof. Dr. Dora Sakayan erhoben. Die Anklage fußt auf Artikel 301 neues TStG (159 altes TStG). Das Verfahren sollte am 21. September 2005 vor der 2. Kammer des Amtsgerichts in Istanbul beginnen.[10] Im Dezember 2007 dauerte das Verfahren gegen den Übersetzer des Buches, Atilla Tuygan, an, obwohl Zarakolu freigesprochen worden war.[11] Dafür muss sich Zarakolu wegen des Buches Die Wahrheit wird uns befreien von George Jerjian verantworten. Wegen Beleidigung des Staates, der Republik und Atatürk musste er mit einer Strafe von 7,5 Jahren Haft rechnen.[11]
- In diesem Verfahren verurteilte die 2. Kammer des Landgerichtes Istanbul ihn am 17. Juni 2008 nach Artikel 301 Türkisches Strafgesetz und wegen „Beleidigung des Andenkens an Atatürk“ nach dem Gesetz Nr. 5816 zu einer Haftstrafe von sechs Monaten, ohne auf die Genehmigung des Justizministeriums zu warten. Die Strafe wurde in eine Geldbuße von 1400 YTL umgewandelt.[12]
- Am 10. Juni 2010 verurteilte die 10. Kammer für schwere Straftaten in Istanbul N. Mehmet Güler wegen seines Buches „Entscheidungen schwerer als der Tod“ zu 15 Monaten Haft nach Artikel 7/2 des Anti-Terror Gesetzes (Propaganda für eine illegale Organisation). Der Verleger Ragip Zarakolu wurde freigesprochen.[8][13]
- Die 10. Kammer für schwere Straftaten in Istanbul hat am 10. März 2011 den Autor des Buches Die KCK Akte / Der globale Staat und die staatenlosen Kurden (KCK Dosyası / Küresel Devlet ve Devletsiz Kürtler) N. Mehmet Güler zu einer Strafe von 15 Monaten Haft wegen Propaganda für eine illegale Organisation (Artikel 7/2 ATG) verurteilt. Der Verleger und Besitzer des Verlages Belge, Ragıp Zarakolu, wurde zu einer Geldstrafe von 16.000 TL (ca. 6.500 Euro) verurteilt, obwohl der Staatsanwalt für beide Angeklagte Freispruch gefordert hatte.[14]

Ragip Zarakolu wurde am Abend des 28. Oktober 2011 auf dem Weg nach Hause festgenommen. Am 1. November 2011 ordnete die 14. und 17. Kammer für schwere Straftaten in Istanbul gegen ihn und weitere 43 von 50 festgenommene Personen Untersuchungshaft an. Die Festnahme erfolgte im Rahmen von Operationen gegen die KCK (Union der Gemeinschaften Kurdistans) im Rahmen derer Intellektuelle und Politiker legaler Parteien (wie der BDP) als vermeintliche Mitglieder der PKK festgenommen werden.

## Auszeichnungen
- 2003: NOVIB/PEN Free Expression Award[8]
- Ein Preis der Union für internationale Recherche in Sarajevo, Preis für Meinungsfreiheit der Union norwegischer Schriftsteller, Preis der Meinungsfreiheit des Vereins der Journalisten der Türkei (2007) und die lebenslange Hagop Meghabart Ehrenmedaille (Februar 2011) gehören zu seinen Auszeichnungen.[15]
- 2008: Freedom to Publish Prize der Internationalen Verleger-Union[16]
- Ragip Zarakolu ist Ehrenmitglied im PEN Deutschlands, der USA, Englands, Schottlands, Kanadas, Schwedens, der Niederlande und des kurdischen PEN.[8][17]